# Laureano Díez Canseco
Laureano Díez-Canseco Berjón (Genicera, 4 de julio de 1862-Madrid, 3 de marzo de 1930) fue un historiador y filósofo del derecho, discípulo de Eduardo de Hinojosa y tío del padre de Valentín Andrés Álvarez.

## Biografía
Proveniente de una familia de la alta burguesía leonesa, estudia Derecho en la Universidad Central, donde se doctora en Derecho (1891). Después de obtener la Cátedra de Derecho Natural en Valladolid el 7 de junio de 1900, se traslada a Berlín para ampliar sus estudios donde recibió la influencia de Rudolf Stammler. Fue decano de la Facultad de Derecho y vicerrector de la Universidad de Valladolid.
En 1913 obtiene la Cátedra de Historia del Derecho Español de la Universidad Central, enfrentándose en la oposición únicamente con Juan Salvador Minguijón siendo su maestro Eduardo de Hinojosa el único que miembro del tribunal que votó por Juan Salvador Minguijón. Durante el transcurso de las pruebas de la oposición sufre un ataque de hemoptisis que provocó una suspensión por diez días del proceso selectivo. 
Asumió la dirección de la revista Anuario de Historia del Derecho Español y con la ayuda de un equipo redactor formado por José María Ots Padequí, profesor en la Universidad de Sevilla; Galo Sánchez, profesor de Historia del Derecho en la Universidad de Barcelona y José María Ramos Loscertales, profesor de Historia de España en la Universidad de Salamanca, además del secretario de redacción, Claudio Sánchez Albornoz, continuador director, mostraban un mayo de 1924, en su primer número, referencias a trabajos relacionados con la historia del derecho español en su sentido más amplio desde las más remotas hasta las más recientes etapas de nuestra evolución jurídica. La revista tenía carácter anual y estaba dividida en cuatro partes: la dedicada a artículos sobre temas de Historia del Derecho español, hispanoamericano y musulmán, otra para la publicación de documentos relevantes de la historia del Derecho, una tercera de bibliografía y, finalmente, una sección “Varia” en la que se incluían noticias sobre congresos nacionales o internacionales y cualquier acontecimiento de relevancia en materia de Historia del Derecho.
Desde ese primer número, la revista se ha publicado año tras año, hasta nuestros días, salvo el paréntesis de la Guerra Civil en el año 1935 y que fue luego reanudada en 1941 donde se empieza a acoger a los romanistas, destacando la continua colaboración de Álvaro d’Ors, lo que convierte al “Anuario” en una revista fundamental para los estudiosos del Derecho Romano.
En la actualidad, el "Anuario" cuenta con LXXIX volúmenes, el último publicado en enero de 2010. El 10 de noviembre de 2008, el entonces Ministro de Justicia, Mariano Fernández Bermejo, nombró como nuevo director a Benjamín González Alonso, catedrático de Historia del Derecho de la Universidad de Salamanca. 
Canseco es prácticamente ágrafo y en su época fue conocido por su vida bohemia. Se le atribuye la frase: "Los catedráticos se pueden dividir en dos grupos: los que no van a clase y los que no deberían ir a clase".
Otra característica importante que se le atribuye es su ideología liberal conservadora que estaba presente en 1927 cuando formaba parte de la Asamblea Nacional Consultiva, lo que ha sido fuente de polémica sobre la calle a él dedicada en León. 
Hacia Laureano Díez-Canseco se han dirigido públicos reconocimientos y testimonios admirativos de compañeros y discípulos. Ramón Carande, inicia el capítulo dedicado a Don Laureano, en su obra Galería de raros (Madrid, 1982), con este párrafo: «Durante los años de mi colaboración en el Anuario de Historia del Derecho español tuve ocasiones, no desperdiciadas, de escuchar a este maestro doctísimo y conversador luminoso».
Pedro Sainz Rodríguez, ministro de Franco lo denominaba como «un conocedor profundo de la cultura y la filosofía alemana de su tiempo; el español más enterado de estos temas, superando probablemente la información que pudiera tener el propio Ortega y Gasset» ( Semblanzas, Barcelona, 1988).
La «Necrología de Canseco» (Málaga, 1967) es obra de su discípulo Blas Ramos, catedrático de Derecho Natural. Este libro sobre su maestro aparece publicado con prólogo del poeta Jorge Guillén en cual texto introductorio reitera, en dos frases diferentes, algo bien categórico: «el socrático Don Laureano».
También en la Universidad de León se rememora las enseñanzas de su maestro y paisano como bien relata su nombre, editado en 1995, El pensamiento filosófico-jurídico de Laureano Díez-Canseco y su escuela, debido a Concepción Gimeno, Ana Marcos del Cano y Salvador Rus. Sus pensamientos y una revisión iconoclasta podrían culminar con la supresión del nombre Díez Canseco de la Enciclopedia de León y hasta de la Enciclopedia Espasa. A pesar de sus limitadas publicaciones sobre los Fueros de León sigue siendo para muchos un profesor de profesores, maestro del Derecho.
Su legado, pensamientos e ideas siguen vivas en su propio sobrino carnal Valentín Andrés, escritor de la revista asturiana de economía, el cual lo define en sus artículos como ese “Sócrates de café” que fue Laureano Díez Canseco.